# Pierre-François Rieussec
Pierre-François Rieussec est un homme politique français né le 23 novembre 1738 à Lyon (Rhône) et décédé le 20 juillet 1826 au même lieu.
Juge à la Cour d'appel de Lyon, il est député du Rhône de 1804 à 1815. Il prend sa retraite de magistrat en octobre 1815.

## Sociétés savantes
- Académie des sciences, belles-lettres et arts de Lyon, il y figure en 1800 lors de sa renaissance sous le nom d'Athénée[1].

### Sources
- « Pierre-François Rieussec », dans Adolphe Robert et Gaston Cougny, Dictionnaire des parlementaires français, Edgar Bourloton, 1889-1891 [détail de l’édition]